# Łyżwiarstwo figurowe na Zimowych Igrzyskach Olimpijskich Młodzieży 2024
Łyżwiarstwo figurowe na Zimowych Igrzyskach Olimpijskich Młodzieży 2024 – jedna z dyscyplin rozgrywanych podczas zimowej igrzysk olimpijskich młodzieży od 27 stycznia do 1 lutego 2024 w hali Gangneung Ice Arena w Gangneung. Zawody odbywały się w pięciu konkurencjach: solistów, solistek, par sportowych, par tanecznych oraz drużynach mieszanych NOC.

## Kwalifikacje
W zawodach mogli wziąć udział zawodnicy urodzeni między 1 stycznia 2006 r. a 31 grudnia 2009 r.
Ogólny limit zawodników w dyscyplinie łyżwiarstwa figurowego wynosi 68 łyżwiarzy ogółem. Narodowy komitet olimpijski (NOC) mógł zgłosić do zawodów co najwyżej po dwóch reprezentantów w każdej z konkurencji.
Konkurencja drużyn mieszanych NOC to konkurencja specjalna rozgrywana wyłącznie na zimowych igrzyskach olimpijskich młodzieży w której występują drużyny mieszane złożone z zawodników reprezentujących różne Narodowe komitety olimpijskie. Zawodnicy, którzy wzięli udział w tych zawodach zostali wyłonieni przez losowanie.

## Medaliści
| Konkurencja   | Złoto                                                                | Srebro                                                                                                 | Brąz                                                                                       |
| Soliści       | Kim Hyun-gyeom                                                       | Adam Hagara                                                                                            | Li Yanhao                                                                                  |
| Solistki      | Mao Shimada                                                          | Shin Ji-a                                                                                              | Yo Takagi                                                                                  |
| Pary sportowe | Annika Behnke / Kole Sauve                                           | Cayla Smith / Jared McPike                                                                             | Carolina Campillo / Pau Vilella                                                            |
| Pary taneczne | Ambre Perrier-Gianesini / Samuel Blanc-Klaperman                     | Olivia Ilin / Dylan Cain                                                                               | Ashlie Slatter / Atl Ongay-Perez                                                           |
| Drużynowo NOC | Korea Południowa Kim Hyun-gyeom · Shin Ji-a · Kim Jin-ny · Lee Na-mu | Stany Zjednoczone Jacob Sanchez · Sherry Zhang · Cayla Smith · Jared McPike · Olivia Ilin · Dylan Cain | Kanada David Li · Kaiya Ruiter · Annika Behnke · Kole Sauve · Audra Gans · Michael Boutsan |

## Klasyfikacja medalowa
*   Gospodarz ( Korea Południowa)
| Miejsce | Reprezentacja     | Złoto | Srebro | Brąz | Razem |
| ------- | ----------------- | ----- | ------ | ---- | ----- |
| 1       | Korea Południowa* | 2     | 1      | 0    | 3     |
| 2       | Japonia           | 1     | 0      | 1    | 2     |
| 2       | Kanada            | 1     | 0      | 1    | 2     |
| 4       | Francja           | 1     | 0      | 0    | 1     |
| 5       | Stany Zjednoczone | 0     | 3      | 0    | 3     |
| 6       | Słowacja          | 0     | 1      | 0    | 1     |
| 7       | Wielka Brytania   | 0     | 0      | 1    | 1     |
| 7       | Hiszpania         | 0     | 0      | 1    | 1     |
| 7       | Nowa Zelandia     | 0     | 0      | 1    | 1     |
| Razem   | Razem             | 5     | 5      | 5    | 15    |